# Аїкмел (район)
Аїкме́л (індонез. Aikmel) — один з 20 районів округу Східний Ломбок провінції Західна Південно-Східна Нуса у складі Індонезії. Розташований у північній частині. Адміністративний центр — селище Аїкмел.
Населення — 94238 осіб (2012; 93826 в 2011, 92583 в 2010, 91082 в 2009, 89872 в 2008).

## Адміністративний поділ
До складу району входять 3 селища та 9 сіл:
| Населений пункт          | Населення, осіб (2010) |
| ------------------------ | ---------------------- |
| Аїкмел, селище           | 12527                  |
| Аїкмел-Барат, селище     | 4076                   |
| Аїкмел-Утара, селище     | 11663                  |
| Каліджага, село          | 8273                   |
| Каліджага-Селатан, село  | 7308                   |
| Каліджага-Тімур, село    | 3544                   |
| Кембанг-Керанг, село     | 8481                   |
| Кембанг-Керанг-Дая, село | 6047                   |
| Ленек, село              | 12948                  |
| Ленек-Бару, село         | 4404                   |
| Ленек-Дая, село          | 8854                   |
| Ленек-Лаук, село         | 4728                   |